# 1934 في رومانيا
فيما يلي قوائم الأحداث التي وقعت خلال عام 1934 في رومانيا.

## سياسة

### انتهاء فترة المنصب
- 1 يناير – كونستانتين أنجيليسكو قائمة رؤساء وزراء رومانيا.

## رياضة
- 22 يوليو – دوري الدرجة الأولى الروماني 1933–34 الفائز فينوس بوخارست.

## مواليد

### مارس
- 29 مارس – إبراهام كلاين حكم كرة قدم إسرائيلي.

### أبريل
- 21 أبريل – جورجي نيجريا ملاكم روماني.

### يونيو
- 6 يونيو – ديكران كيومجيان هو كاتب وناشر ومحرر ومؤرخ وأستاذ.

### أكتوبر
- 4 أكتوبر – ميرتشيا ألبوليسكو ممثل روماني.

### ديسمبر
- 10 ديسمبر – ليوبولدينا بالانوتسا ممثلة رومانية.

## وفيات

### أغسطس
- 27 أغسطس – دوميترو هوبير (مواليد 1899) لاعب زلاجة جماعية روماني.